# Parlamentswahlen in Italien 1972
- PCI: 179
- PSI: 61
- PSDI: 29
- PRI: 15
- SVP: 3
- DC: 266
- PLI: 20
- MSI: 56

Die Parlamentswahlen von 1972 fanden am 7. Mai 1972 statt. Sie waren die siebten nach dem Ende des Zweiten Weltkriegs und der Einführung des allgemeinen Männer- und Frauenwahlrechts. Gewählt wurden alle 630 Sitze in der Abgeordnetenkammer  und 315 von 323 Sitzen im Senat.
In Italien waren ab etwa 1969 (ähnlich wie auch z. B. in Deutschland und Frankreich) extremistische Gruppen entstanden, die Anschläge verübten.
Enrico Berlinguer, PCI-Vorsitzender seit dem 17. März 1972 (sein Vorgänger Luigi Longo war aus Alters- und Gesundheitsgründen zurückgetreten), schlug einen moderaten Kurs ein und verabschiedete sich vom leninistischen Modell des Sowjetkommunismus – dieser Prozess kann als eine Hinwendung zum Eurokommunismus verstanden werden.
Berlinguer strebte den sogenannten Historischen Kompromiss an, eine Koalition aus Christdemokraten (DC), PCI und PSI.
Innerhalb des PCI gab es gegen diesen Kurs aber viel Kritik, vor allem von Seiten der radikalen Neuen Linken innerhalb der PCI, die sich schließlich abspaltete und als „Manifesto“ zur Wahl antrat. Sozialdemokraten und Sozialisten traten wieder getrennt an.

## Ergebnisse

### Camera dei deputati
| Listen                   | Listen                                          | Stimmen    | %    | Mandate |
| ------------------------ | ----------------------------------------------- | ---------- | ---- | ------- |
|                          | Democrazia Cristiana                            | 12.912.466 | 38,7 | 266     |
|                          | Partito Comunista Italiano                      | 9.068.961  | 27,1 | 179     |
|                          | Partito Socialista Italiano                     | 3.208.497  | 9,6  | 61      |
|                          | Movimento Sociale Italiano – Destra Nazionale   | 2.894.722  | 8,7  | 56      |
|                          | Partito Socialista Democratico Italiano         | 1.718.142  | 5,1  | 29      |
|                          | Partito Liberale Italiano                       | 1.300.439  | 3,9  | 20      |
|                          | Partito Repubblicano Italiano                   | 954.357    | 2,9  | 15      |
|                          | Partito Socialista Italiano di Unità Proletaria | 648.591    | 1,9  | –       |
|                          | Il Manifesto                                    | 224.313    | 0,7  | –       |
|                          | Südtiroler Volkspartei                          | 153.674    | 0,5  | 3       |
|                          | Movimento Politico Lavoratori                   | 120.251    | 0,4  | –       |
|                          | Partito Comunista (Marxista-Leninista) Italiano | 86.038     | 0,3  | –       |
|                          | DC – UV – RV – PSDI                             | 34.083     | 0,1  | 1       |
|                          | Sonstige                                        | 79.014     | 0,2  | –       |
| Gesamt                   | Gesamt                                          | 33.403.548 | 100  | 630     |
|                          |                                                 |            |      |         |
| Ungültige Stimmen        | Ungültige Stimmen                               | 1.122.139  | 3,3  |         |
| Wähler                   | Wähler                                          | 34.525.687 | 93,2 |         |
| Wahlberechtigte          | Wahlberechtigte                                 | 37.049.351 |      |         |
|                          |                                                 |            |      |         |
| Quelle: Innenministerium |                                                 |            |      |         |

### Senato della Repubblica
| Listen                   | Listen                                          | Stimmen    | %    | Mandate |
| ------------------------ | ----------------------------------------------- | ---------- | ---- | ------- |
|                          | Democrazia Cristiana                            | 11.465.529 | 38,1 | 135     |
|                          | PCI – PSIUP                                     | 8.312.828  | 27,6 | 91      |
|                          | Partito Socialista Italiano                     | 3.225.707  | 10,7 | 33      |
|                          | Movimento Sociale Italiano – Destra Nazionale   | 2.766.986  | 9,2  | 26      |
|                          | Partito Socialista Democratico Italiano         | 1.613.810  | 5,4  | 11      |
|                          | Partito Liberale Italiano                       | 1.319.175  | 4,4  | 8       |
|                          | Partito Repubblicano Italiano                   | 918.440    | 3,0  | 5       |
|                          | PCI – PSIUP – PSdA                              | 189.534    | 0,6  | 3       |
|                          | SVP – PPTT                                      | 113.452    | 0,4  | 2       |
|                          | PCI – PSIUP – PSI                               | 41.833     | 0,1  | –       |
|                          | PSDI – PRI                                      | 31.953     | 0,1  | –       |
|                          | DC – UV – RV – PSDI                             | 31.114     | 0,1  | 1       |
|                          | Sozialdemokratische Partei Südtirols            | 28.735     | 0,1  | –       |
|                          | Partito Comunista (Marxista-Leninista) Italiano | 27.876     | 0,1  | –       |
|                          | Democratici Popolari                            | 26.372     | 0,1  | –       |
|                          | Azione Cristiana Popolare                       | 2.713      | 0,0  | –       |
| Gesamt                   | Gesamt                                          | 30.116.057 | 100  | 315     |
|                          |                                                 |            |      |         |
| Ungültige Stimmen        | Ungültige Stimmen                               | 1.370.342  | 4,4  |         |
| Wähler                   | Wähler                                          | 31.486.399 | 93,3 |         |
| Wahlberechtigte          | Wahlberechtigte                                 | 33.739.592 |      |         |
|                          |                                                 |            |      |         |
| Quelle: Innenministerium |                                                 |            |      |         |